# Zlatko Saračević
Zlatan "Zlatko" Saračević (Banja Luka, 5 juli 1961 - Koprivnica, 21 februari 2021) was een Kroatisch handballer. 
Op de Olympische Spelen van 1988 in Seoel won hij de bronzen medaille met Joegoslavië. Saračević speelde zes wedstrijden en scoorde negen doelpunten.
Met Kroatië won hij de gouden medaille op de Olympische Spelen van 1996 in Atlanta. Saračević speelde zes wedstrijden en scoorde 16 doelpunten.
Mirko Bašić · Jožef Holpert · Boris Jarak · Slobodan Kuzmanovski · Muhamed Memić · Alvaro Načinović · Goran Perkovac · Zlatko Portner · Iztok Puc · Rolando Pušnik · Momir Rnić · Zlatko Saračević · Irfan Smajlagić · Ermin Velić · Veselin Vujović
Patrik Čavar · Valner Franković · Slavko Goluža · Bruno Gudelj · Vladimir Jelčić · Božidar Jović · Nenad Kljaić · Venio Losert · Valter Matošević · Zoran Mikulić · Alvaro Načinović · Goran Perkovac · Iztok Puc · Zlatko Saračević · Irfan Smajlagić · Vladimir Šujster